# Vanilia

Vanilia-Logo, ca. 1983

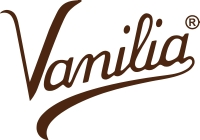
Späterer Vanilia-Schriftzug

Vanilia ist eine Modemarke der Vanilia Fashion GmbH mit Sitz in Neuss. Spezialisiert hat sich das Unternehmen auf Damenhosen. Besonderen Kultstatus erlangten in den 1980er Jahren die meist pastellfarbigen Vanilia-Hosen bei Jugendlichen. Das Unternehmen war damals Modetrendsetter und einer der führenden Anbieter in diesem Bereich.

## Geschichte
Das Unternehmen wurde im Mai 1980 von Heinz Consul und seiner Frau Yvonne in Neuss gegründet. Die Entwicklung und Produktion findet jedoch in Italien statt.
Seit den 1990er Jahren richtet man sich nur noch an Damen. Das Sortiment wurde um Oberteile und Accessoires erweitert und ist eher im eleganteren Bereich anzusiedeln. Die Zielgruppe bestand anfangs aus Jugendlichen und jungen Erwachsenen beiderlei Geschlechts. Die ersten Modelle waren Karottenhosen aus Baumwolle, die oben weit geschnitten waren und meist mit breitem Nietengürtel getragen wurden. Am Knöchel waren sie enger und verbreitet wurden weiße Sportsocken über die Beinenden gezogen. An den Seiten befanden sich aufgesetzte Taschen, wie bei den heutigen Cargohosen. Das Label trug neben dem Markennamen und dem Logo einer Eistüte auch die Jahreszahl der jeweiligen Kollektion, sodass jedes Jahr eine neue gekauft werden sollte. Der Preis betrug damals etwa 120 DM. Fälschlicherweise wird die Marke manchmal auch Vanilla genannt.
Vor dem bekannten Break-Dance-Modell, entstand das Modell Golda, das erste Modell mit aufgesetzten Seitentaschen. Davon wurden in 8 Jahren 8 Millionen Stück verkauft.
Als Farben waren neben uni schwarz, weiß, dunkelgrau, rot und braun auch hauptsächlich helle Pastelltöne erhältlich, wie hellgrau, hellbeige, hellblau, rosa und hellgelb. Die Hosen waren insbesondere in der Jugendkultur der Popper beliebt.
2001 erreichte man mit 60 Mitarbeitern einen Umsatz von 35 Millionen Euro. Es wird jedoch versucht, wieder an die Marktführerschaft aus den 1980er Jahren anzuknüpfen. Auslandsvertretungen gibt es in 17 Ländern; ein eigenes Filialnetz ist nicht vorhanden.
Nicht zu verwechseln ist Vanilia mit der gleichnamigen niederländischen Modekette oder den Vanilla-Star-Jeans.